# Brigade Baur
Die Brigade Baur war eine Brigade der Wehrmacht, welche kurz vor Ende des Zweiten Weltkriegs aufgestellt wurde.

## Geschichte
Die Brigade Baur wurde im Februar 1945 am Oberrhein aufgestellt und erhielt als Unterstellung die neu aufgestellten Grenadier-Regimenter 10 und 15. Im März 1945 wurden die beiden Regimenter durch das Grenadier-Regiment 8 und Grenadier-Regiment 9, welche von der 159. Infanterie-Division abgegeben wurden, ersetzt.
Im April 1945 war die Brigade Baur der 19. Armee bei der Heeresgruppe G zugeordnet und wurde am 8. April 1945 bereits wieder aufgelöst. Der Stab wurde gemeinsam mit der Brigade 1005 zur Aufstellung des Stabes der zum dritten Mal aufgestellten 89. Infanterie-Division herangezogen.
Die Brigade wurde über ihr Bestehen durch den namensgebenden Oberst Eugen Baur geführt.